# Кошкинская культура
Кошкинская культура — археологическая культура уральского неолита (5-е – нач. 4-го тыс. до н. э.). Выделена в 1970–1980-е гг. В. Т. Ковалёвой на основании раскопок в Курганской области. Позже были найдены следы данной культуры и на территории Тюменской области.  
Поселения располагались по берегам рек (Тобол) и озер и состояли из 4-5 землянок, площадь которых составляла от 36 до 120 кв. м. В центре жилища находился очаг. 
Была известна керамика. Сосуды больших размеров, диаметром по венчику от 20 до 30-40 см. Орнамент состоял из повторяющихся зигзагов, крестов, волнистых линий, спиралей. Техника исполнения рисунков накольчатая. На памятнике ЮАО ХIII найдена глиняная головка человека. 
Каменные артефакты представлены ножами и наконечниками стрел.
В основе хозяйства – охота (лось, заяц, водоплавающая птица) и рыболовство.
Предполагается, что корни культуры связаны с миграциями из южных регионов (Джангар, Калмыкия). Связь с местной мезолитической традицией оспаривается. Кошкинская культура сменилась боборыкинской. 